# Wolfgang Wittkowsky
Wolfgang Wittkowsky (* 15. Juli 1933 in Bad Dürkheim; † 6. Juli 2013 in Wachenheim an der Weinstraße) war ein deutscher Politiker der CDU.

## Leben und Beruf
Wittkowsky war lange Jahre Lehrer am Gymnasium Traben-Trarbach. Dies floss auch in seine politische Tätigkeit ein, in der er sich um die Bildungspolitik und die Entwicklung der Hochschulen verdient machte. Er war auch ehrenamtlich in vielen Funktionen engagiert. Wittkowsky hatte 6 Kinder und war verheiratet.

## Politik
Die politische Laufbahn Wittkowskys begann im Stadtrat von Traben-Trarbach, dem er von 1969 bis 1989 angehörte. Dort führte er einige Jahre lang das Amt des CDU-Fraktionsvorsitzenden aus. 1970 wurde er zum dritten Kreisdeputierten des Landkreises Bernkastel-Wittlich gewählt, 1974 stieg er zum ersten Kreisdeputierten auf, dieses Posten hatte er bis 1989 inne. Danach war er noch bis 1994 Kreistagsabgeordneter und Vorsitzender der dortigen CDU-Fraktion. Einige Jahre lang war er stellvertretender Vorsitzender des Verwaltungsrats der Kreissparkasse Bernkastel-Wittlich.
Überdies nahm er einige wichtige Funktionen in der CDU wahr, zum Beispiel als Vorsitzender des Kreisverbandes Bernkastel-Wittlich und stellvertretender Vorsitzender des Bezirksverbandes Trier.
Von 1979 bis 1996 war Wittkowsky Mitglied des rheinland-pfälzischen Landtages. Zuletzt wurde er im Wahlkreis Wittlich direkt gewählt. Dort gehörte er verschiedenen Ausschüssen und dem Ältestenrat an. Von 1990 bis 1994 fungierte er als parlamentarischer Geschäftsführer der CDU-Landtagsfraktion.

## Auszeichnungen
- 1983: Große Ehrung des Landkreises Bernkastel-Wittlich
- 1990: Bundesverdienstkreuz am Bande
- 1997: Bundesverdienstkreuz 1. Klasse